# Přírodní park Hřebeny
Přírodní park Hřebeny (v některých dokumentech včetně tiskové zprávy kraje označovaný též jako přírodní park Brdy-Hřebeny) zahrnuje převážnou část brdských Hřebenů na území Středočeského kraje, okresů Praha-západ, Beroun a Příbram. Radou kraje bylo jeho vyhlášení schváleno 14. září 2009, účinnosti vyhlášení nabylo 15. dnem po vyhlášení ve Věstníku právních předpisů Středočeského kraje, tj. 11. listopadu 2009. Důvodem vyhlášení byla ochrana krajinného rázu zalesněného hřbetu (pahorkatiny) s výraznou převahou přírodních hodnot, s částmi přírodě blízkých bučin a smíšeného lesa s rozptýlenými věkovitými stromy na charakteristickém geologickém podloží, s významnými přírodními a estetickými hodnotami a s řadou kulturně historických památek. Rozlohou 184 km² je největším přírodním parkem na území Středočeského kraje.

## Rozsah parku

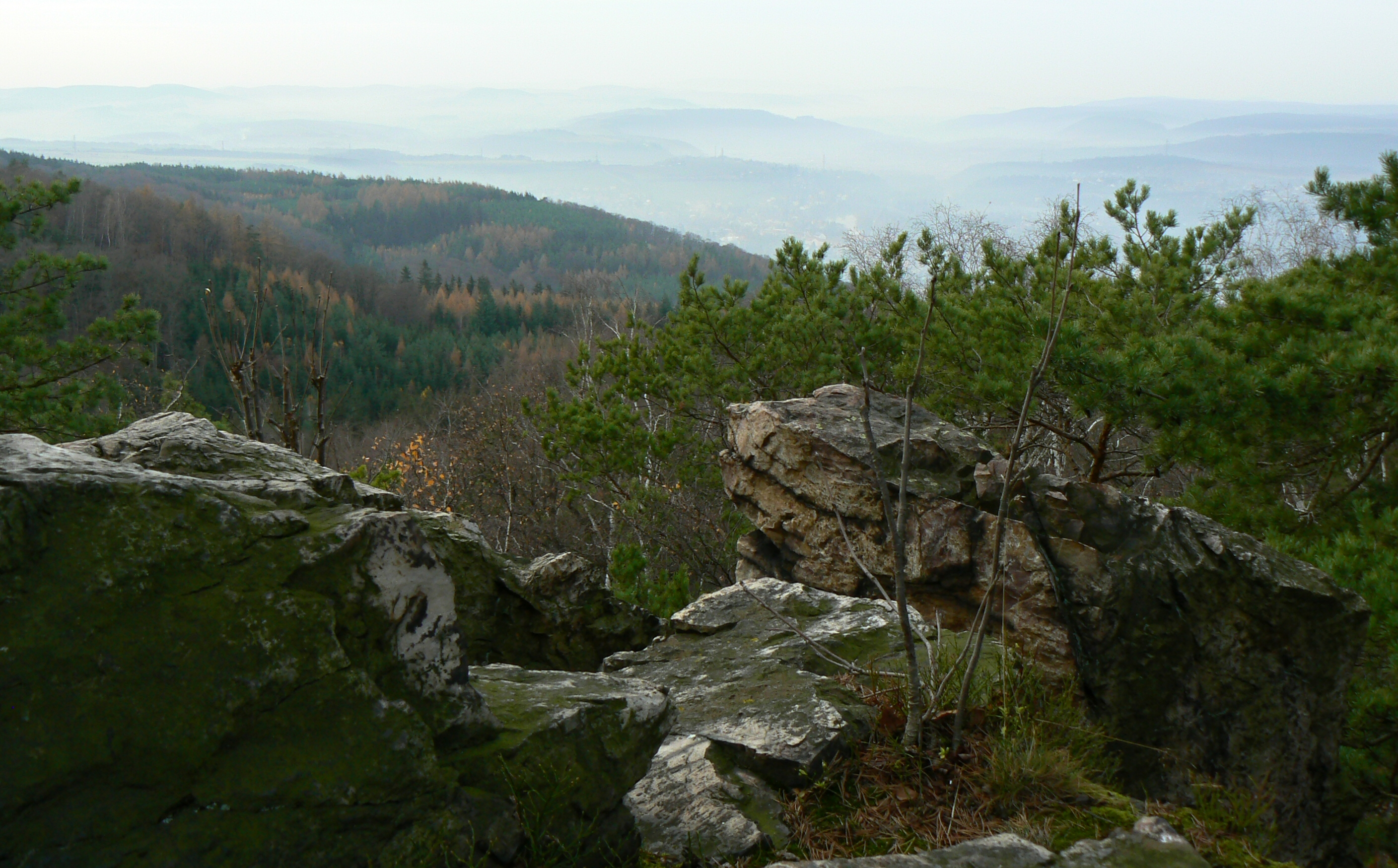
Vyhlídka Hvíždinec

Přírodní park je celistvý, tj. jeho území je souvislé. Zahrnuje převážně lesnatá neobydlená území, na mnoha místech však zahrnuje i bezlesé partie. Do přírodního parku zasahují geomorfologické podcelky Hřebeny, Dobříšská pahorkatina, Příbramská pahorkatina a Brdy. Větším osadám a vesnicím se vyhýbá (například Černolice téměř obklopuje, ale nezahrnuje) – ze zastavěných území do něj spadá několik chatových osad a také například celá vesnice Chouzavá, horní část Všenor (v okolí zastávky Všenory, U Křížků) nebo statek, drůbežárny a rybářské nádrže v Trnové u Dobříše a bývalá protiletadlová raketová základna Dobříš na hřebeni mezi vrcholy Jistevník a Vrážky.
Do přírodního parku zasahují katastrální území okresu Praha-západ Jíloviště (pouze část severně od silnice I/4 – vltavská stráň do chráněného území nespadá), Všenory, Černolice, malým cípem Líšnice u Prahy, Řitka, Dobřichovice, Řevnice, Mníšek pod Brdy a Stříbrná Lhota, Kytín, z okresu Příbram katastrální území Voznice, Dobříš, Lhotka u Dobříše (malým cípkem), Rosovice, Buková u Příbramě, Pičín, Hluboš, Čenkov u Příbramě, Běřín, Rejkovice, malými cípky i Jince, z berounského okresu pak Svinaře, Hodyně u Skuhrova, Skuhrov pod Brdy, Podbrdy, Vižina, bezlesá část Osova, dále část k. ú. Velký Chlumec, Hostomice pod Brdy, Běštín, Radouš, Lhotka u Hořovic, Lochovice, Rpety, Felbabka.

## Zvláště chráněná území
V přírodním parku leží následující maloplošná zvláště chráněná území nebo jejich části:
- přírodní rezervace: Kuchyňka, Hradec, Andělské schody
- přírodní památky: Andělské schody

Přírodní památky Černolické skály v Černolicích a Vinice u Jinců s parkem sousedí.

## Silnice a železnice
Přírodním parkem prochází napříč železniční Trať 200 mezi Jinci a Lochovicemi v údolí Litavky a několik transhřebenských silnic (II/118 souběžně s železnicí v údolí Litavky, III/11555 mezi Jinci a Běštínem, silnice III/11553 z Bukové u Příbramě do Hostomic, cípem přírodního parku prochází silnice III/11417 mezi Dobříší a Rosovicemi, napříč Hřebeny silnice II/114 z Dobříše směrem do Hostomic, v okolí Kytína silnice III/11625 od silnice I/4 směrem k hřebeni a silnice III/11624 po jižní straně Hřebenů z Mníšku přes Kytín na Chouzavou, napříč hřebenem přechází silnice II/116 mezi Mníškem a Řevnicemi a silnice III/11510 od Černolic do Všenor, k níž se napojují silnice III/11512 od Klínce a silnice III/11513 od Jíloviště. Krom toho vede po Hřebenech řada lesních cest, z nichž silniční kvalitu mají cesty do oblasti bývalé raketové základny v oblasti Rochoty.